# Romul Avgust
Romul Avgust (latinsko Romulus Augustus), bolj znan kot Romul Avgustul, zadnji zahodnorimski cesar, * med 461 in 463, Ravena, † po letu 476 (živel naj bi še vsaj do leta 507), Castellum Lucullanum, Neapelj.
Romulov oče je bil magister militum rimske vojske Flavij Orest, ki je bil sil Flavija Tatula, rimskega državljana iz Panonije. Mati se je imenovala Barbaria in je bila hči comesa Romula iz Poetovia (današnjega Ptuja). Po njem je bodoči cesar dobil tudi ime.
Za cesarja ga je 31. oktobra 475 proglasil njegov oče Orest, potem ko je prisilil cesarja Julija Neposa v izgnanstvo. Avgust je bil takrat še otrok (vzdevek »Avgustul« je pomanjševalnica, dobesedno torej »Avgustek«) in je služil zgolj kot figura za očetovo oblast, zato v svojem imenu ni sprejel nobene pomembnejše odločitve.
Leta 476 je germanski general v Orestovi službi Odoaker po bitki za Raveno premagal in usmrtil Oresta, Romula Avgusta pa odstavil. Ta dogodek tradicionalno štejemo za padec Zahodnorimskega cesarstva in Starega Rima ter začetek Srednjega veka v Zahodni Evropi. Po Romulovi odstavitvi so se od zahodnorimskega cesarstva ohranile le še razdrobljene uporniške skupine na ozemlju današnje Hrvaške do leta 480, sam zahodnorimski imperij pa že pred njegovo odstavitvijo ni imel več prave oblasti. Odoaker je Avgusta poslal živet v grad Castellum Lucullanum v Neapeljskem zalivu, po nekaterih virih naj bi mu namenil tudi rento. Odtlej Romula Avgusta zgodovinski viri ne omenjajo več.